# Matthew Real
Matthew Joseph Real (* 10. Juli 1999 in Drexel Hill, Pennsylvania) ist ein US-amerikanischer Fußballspieler.

## Karriere

### Verein
Real begann seine Karriere bei Philadelphia Union. Im Mai 2016 debütierte er für das Farmteam Bethlehem Steel FC in der USL, als er am zehnten Spieltag der Saison 2016 gegen die Rochester Rhinos in der Startelf stand und in der 83. Minute durch Nick Bibbs ersetzt wurde. Bis Saisonende kam er zu zwei Einsätzen für Bethlehem. Im Januar 2017 erhielt er einen festen Vertrag beim Farmteam von Philadelphia.
Im Oktober 2017 erzielte er bei einem 1:1-Remis gegen den Saint Louis FC sein erstes Tor in der USL. In der Saison 2017 kam er zu 17 Einsätzen in der USL, in denen er ein Tor erzielte. Zur Saison 2018 rückte er in den Kader von Philadelphia Union. Sein Debüt in der MLS gab er im April 2018, als er am fünften Spieltag jener Saison gegen die Colorado Rapids in der Startelf stand und in der 75. Minute durch Cory Burke ersetzt wurde. In der Saison 2018 kam er zu drei Einsätzen in der MLS, zudem kam er zu 20 Einsätzen für Bethlehem in der USL. In der Saison 2019 kam er erneut drei Mal in der MLS zum Einsatz, für das Farmteam kam er in jener Saison zu 18 Einsätzen.
In der Saison 2020 kam er erstmals durchgehend zu Einsätzen, wenngleich viele davon Einwechslungen im letzten Schlussdrittel waren. Zum Ende der Regular Season kam er nicht mehr zum Einsatz und auch in den Play-offs spielte er keine Rolle, am Ende gewann er mit seinem Team in dieser Saison aber den Supporters' Shield. Seine Einsatzstatistik verbesserte sich auch in den nächsten beiden Spielzeiten nicht, zwar kam er durchaus zu Einsätzen, diese waren jedoch immerzu recht kurz.
Im April 2024 folgte eine Leihe zu den Colorado Springs Switchbacks, welche ihn zur Saison 2025 dann auch fest verpflichteten.

### Nationalmannschaft
Real spielte zwischen 2016 und 2017 für die US-amerikanische U-18-Auswahl. Im März 2018 debütierte er gegen Frankreich für die U-20-Mannschaft. Mit ihr nahm er im selben Jahr auch an der CONCACAF U-20-Meisterschaft teil. Diese konnte er mit den USA gewinnen; Real kam während des Turniers zu fünf Einsätzen und war Kapitän der US-Amerikaner. 2019 nahm er mit der U-20-Auswahl zudem an der WM teil, bei der der vormalige Kapitän nicht über die Rolle des Ergänzungsspielers hinaus kam und nur zu zwei Kurzeinsätzen kam. Die USA scheiterten im Viertelfinale an Ecuador.